# Барисал (окръг)
Окръг Барисал (на бенгалски: বরিশাল জেলা; на английски: Barisal District) е окръг в Бангладеш, разположен в област Барисал. Неговата площ е 2784.52 км2. Административен център на окръга е град Барисал.

## Административно-териториално деление
Окръг Барисал се поделя на 10 подокръга:
- Агайлджхара
- Бабугандж
- Бакергандж
- Банарипара
- Гаурнади
- Хизла
- Барисал Садар
- Мехендигандж
- Мулади
- Вазирпур

## Население
Преброявания на населението през годините:
|      | Население |
| 1991 | 2 207 426 |
| 2001 | 2 355 967 |
| 2011 | 2 324 310 |